# 2009年太平洋颶風季
2009年太平洋颶風季是每年一度全球熱帶氣旋產生週期的一部分。東太平洋颶風季從2009年5月15日開始，至2009年11月30日結束；而中太平洋颶風季從2009年6月1日開始，至2009年11月30日結束。

## 颶風季預測
2009年5月21日，美國國家海洋大氣局（NOAA）為大西洋、東太平洋及中太平洋颶風季發出預報，預計東太平洋的風暴活動會比正常程度為低，會被命名的風暴將有13至18個，當中會有6至10個成為颶風，並會有2至5個成為大型颶風。同時也預計中太平洋的風暴數量會接近或低於正常水平，會在該區形成或進入該區的熱帶氣旋將有三至五個。

## 熱帶氣旋
自2009年太平洋颶風季開始以來，本颱風季總共產生了20個熱帶氣旋，當中在東太平洋形成的有17個，中太平洋形成的有3個。

### 颶風安德烈斯（Andres）
在6月21日，一熱帶低氣壓於錫瓦塔內霍之南形成。同日，它增強為一熱帶風暴並被命名為Andres。6月23日，它增強為一颶風。同日，它減弱為一熱帶風暴。第二天，它減弱為一熱帶低氣壓。同日，國家颶風中心為它發出最後報告。

### 熱帶風暴布蘭卡（Blanca）
在7月6日，一熱帶風暴於下加利福尼亞半島南端之西南形成並被命名為Blanca。7月8日，它減弱為一熱帶低氣壓。同日，國家颶風中心為它發出最後報告。

### 颶風卡洛斯（Carlos）
在7月10日，一熱帶低氣壓於下加利福尼亞半島南端之南形成。同日，它增強為一熱帶風暴並被命名為Carlos。第二天，它增強為一颶風。7月12日，它減弱為熱帶風暴。7月14日，它增強為一颶風。第二天，它減弱為熱帶風暴。7月16日，它減弱為一熱帶低氣壓。同日，國家颶風中心為它發出最後報告。

### 熱帶風暴多洛雷斯（Dolores）
在7月14日，一熱帶低氣壓於下加利福尼亞半島南端之西南形成。第二天，它增強為一熱帶風暴並被命名為Dolores。7月16日，它減弱為一熱帶低氣壓。同日，國家颶風中心為它發出最後報告。

### 熱帶風暴拉納（Lana）
在7月30日，一熱帶低氣壓於希洛之東南形成。同日，它進入中太平洋範圍。同日，它增強為一熱帶風暴並被命名為Lana。8月2日，它減弱為一熱帶低氣壓。第二天，中太平洋颶風中心為它發出最後報告。

### 熱帶風暴恩里克（Enrique）
在8月3日，一熱帶低氣壓於下加利福尼亞半島南端之西南形成。同日，它增強為一熱帶風暴並被命名為Enrique。8月6日，它減弱為一熱帶低氣壓。第二天，國家颶風中心為它發出最後報告。

### 颶風費利西亞（Felicia）
在8月3日，一熱帶低氣壓於下加利福尼亞半島南端之西南形成。第二天，它增強為一熱帶風暴並被命名為Felicia。同日，它增強為一颶風。8月5日，它增強為一大型颶風。8月7日，它減弱為一颶風。第二天，它進入中太平洋範圍。8月9日，它減弱為一熱帶風暴。8月11日，它減弱為一熱帶低氣壓。同日，中太平洋颶風中心為它發出最後報告。

### 熱帶風暴馬卡（Maka）
在8月10日，一熱帶低氣壓於檀香山之西南形成。第二天，它增強為一熱帶風暴並被命名為Maka。同日，它減弱為一熱帶低氣壓。8月12日，中太平洋颶風中心為它發出最後報告。8月14日，它的殘餘在橫過國際日期變更線入西北太平洋範圍後重新增強為熱帶低氣壓，並改由日本氣象廳（JMA）發報。。

### 颶風吉列爾莫（Guillermo）
在8月12日，一熱帶低氣壓於下加利福尼亞半島南端之西南形成。同日，它增強為一熱帶風暴並被命名為Guillermo。8月14日，它增強為一颶風。同日，它增強為一大型颶風。第二天，它減弱為一颶風。8月16日，它進入中太平洋範圍。同日，它減弱為一熱帶風暴。8月19日，它減弱為一熱帶低氣壓。同日，中太平洋颶風中心為它發出最後報告。

### 熱帶風暴希爾達（Hilda）
在8月22日，一熱帶低氣壓於希洛之東南形成。同日，它增強為一熱帶風暴並被命名為Hilda。8月23日，它進入中太平洋範圍。8月26日，它減弱為一熱帶低氣壓。第二天，中太平洋颶風中心為它發出最後報告。

### 熱帶風暴伊格納西奧（Ignacio）
在8月24日，一熱帶低氣壓於下加利福尼亞半島南端之西南形成。同日，它增強為一熱帶風暴並被命名為Ignacio。8月27日，它減弱為一熱帶低氣壓。同日，國家颶風中心為它發出最後報告。

### 颶風希梅納（Jimena）
在8月28日，一熱帶低氣壓於阿卡普爾科之西南形成。第二天，它增強為一熱帶風暴並被命名為Jimena。同日，它增強為一颶風。8月30日，它增強為一大型颶風。9月1日，它減弱為一颶風。第二天，它在Cabo San Lazaro登陸。同日，它在Puerto San Andresito和San Juanico之間登陸。同日，它減弱為一熱帶風暴。9月4日，它減弱為一熱帶低氣壓。同日，國家颶風中心為它發出最後報告。

### 熱帶風暴凱文（Kevin）
在8月29日，一熱帶低氣壓於下加利福尼亞半島南端之西南形成。同日，它增強為一熱帶風暴並被命名為Kevin。8月31日，它減弱為一熱帶低氣壓。第二天，國家颶風中心為它發出最後報告。

### 颶風琳達（Linda）
在9月7日，一熱帶低氣壓於下加利福尼亞半島南端之西南形成。同日，它增強為一熱帶風暴並被命名為Linda。9月9日，它增強為一颶風。第二天，它減弱為一熱帶風暴。9月11日，它減弱為一熱帶低氣壓。同日，國家颶風中心為它發出最後報告。

### 熱帶風暴馬蒂（Marty）
在9月16日，一熱帶低氣壓於南下加利福尼亞州之西南形成。同日，它增強為一熱帶風暴並被命名為Marty。9月19日，它減弱為一熱帶低氣壓。同日，國家颶風中心為它發出最後報告。

### 熱帶風暴諾拉（Nora）
在9月22日，一熱帶低氣壓於下加利福尼亞半島南端之西南形成。第二天，它增強為一熱帶風暴並被命名為Nora。9月24日，它減弱為一熱帶低氣壓。第二天，國家颶風中心為它發出最後報告。

### 熱帶風暴奧拉夫（Olaf）
在10月1日，一熱帶低氣壓於下加利福尼亞半島南端之西南形成。同日，它增強為一熱帶風暴並被命名為Olaf。10月3日，它減弱為一熱帶低氣壓。同日，國家颶風中心為它發出最後報告。

### 熱帶風暴帕特里夏（Patricia）
在10月11日，一熱帶低氣壓於下加利福尼亞半島南端之西南形成。同日，它增強為一熱帶風暴並被命名為Patricia。10月13日，它減弱為一熱帶低氣壓。第二天，國家颶風中心為它發出最後報告。

### 颶風里克（Rick）
在10月15日，一熱帶低氣壓於阿卡普爾科之東南形成。同日，它增強為一熱帶風暴並被命名為Rick。第二天，它增強為一颶風。10月17日，它增強為一大型颶風。10月19日，它減弱為一颶風。同日，它減弱為一熱帶風暴。

### 颶風奈基（Neki）
在10月18日，一熱帶低氣壓於檀香山之東南形成。第二天，它增強為一熱帶風暴並被命名為Neki。10月20日，它增強為一颶風。

## 其他熱帶氣旋
除了被國家颶風中心和中太平洋颶風中心命名的熱帶氣旋外，還有一些沒被命名的熱帶低氣壓。以下列出那些熱帶氣旋的資料。

### 熱帶低氣壓01E
在6月18日，一熱帶低氣壓於錫那羅亞州之西南形成。第二天，國家颶風中心為它發出最後報告。

### 熱帶低氣壓09E
在8月9日，一熱帶低氣壓於下加利福尼亞半島南端之西南形成。8月12日，國家颶風中心為它發出最後報告。

### 熱帶低氣壓02C
在8月28日，一熱帶低氣壓於檀香山之西南形成。第二天，它橫過國際換日線進入西太平洋範圍。

## 氣旋累積指數 (ACE)
| 1                 | 23.0         | Jimena    | 11 | 2.48    | Enrique  |
| 2                 | 22.1         | Rick      | 12 | 1.77    | Patricia |
| 3                 | 15.3 (3.79)  | Felicia   | 13 | 1.57    | Marty    |
| 4                 | (12.3)       | Neki      | 14 | 1.50    | Ignacio  |
| 5                 | 9.73 (2.24)  | Guillermo | 15 | 1.30    | Nora     |
| 6                 | 8.92         | Carlos    | 16 | 1.13    | Blanca   |
| 7                 | 5.27         | Linda     | 17 | 0.970   | Kevin    |
| 8                 | 0.405 (3.11) | Hilda     | 18 | 0.810   | Dolores  |
| 9                 | 3.31         | Andres    | 18 | 0.810   | Olaf     |
| 10                | (2.75)       | Lana      | 20 | (0.245) | Maka     |
| Total: 100 (24.5) |              |           |    |         |          |

右邊的圖表顯示了這季所有風暴的氣旋累積指數。廣義地，氣旋累積指數就是一種量度風暴威力乘以其生存時間的指標，所以生存時間長的風暴和較強的颶風，氣旋累積指數會特別高。只有熱帶風暴強度(34 節 / 63 km/h)以上，並被國家颶風中心發出完整報告的熱帶氣旋，氣旋累積指數才會被計算。
括號內的數值屬於中太平洋的風暴；而沒有括號的則屬東太平洋。

## 颶風季影響
以下圖表顯示了2009年太平洋颶風季的所有熱帶氣旋以及它們的登陸資料(如有)。在括號內的死亡人數屬於非直接，但仍與風暴有關的死亡。所有破壞及死亡數字都包括風暴在擾動及溫帶氣旋階段時的資料。
| 萨菲尔-辛普森飓风风力等级 |    |    |    |    |    |    |
| TD                        | TS | C1 | C2 | C3 | C4 | C5 |

| 风暴名称      | 持续日期           | 风暴最高强度 | 最大持续风速 | 最低气压 （百帕） | ACE     | 登陆                                                    | 登陆     | 登陆     | 损失 （百万美元） | 死亡人数 |
| 风暴名称      | 持续日期           | 风暴最高强度 | 最大持续风速 | 最低气压 （百帕） | ACE     | 地点                                                    | 时间     | 风速     | 损失 （百万美元） | 死亡人数 |
| ------------- | ------------------ | ------------ | ------------ | ----------------- | ------- | ------------------------------------------------------- | -------- | -------- | ----------------- | -------- |
| 一E           | 6月18日—6月19日    | 热带低氣压   | 55 km/h      | 1003              | 0       | 没有登陆                                                | 没有登陆 | 没有登陆 | 不詳              | 0        |
| 安德烈斯      | 6月21日—6月24日    | 一级飓风     | 130 km/h     | 984               | 2.9475  | 没有登陆                                                | 没有登陆 | 没有登陆 | 不詳              | 3 (2)    |
| 布蘭卡        | 7月6日—7月8日      | 热带风暴     | 85 km/h      | 998               | 1.215   | 没有登陆                                                | 没有登陆 | 没有登陆 | 無                | 0        |
| 卡洛斯        | 7月10日—7月16日    | 二级飓风     | 165 km/h     | 971               | 8.92    | 没有登陆                                                | 没有登陆 | 没有登陆 | 無                | 0        |
| 多洛雷斯      | 7月14日—7月16日    | 热带风暴     | 95 kn/h      | 997               | 0.8475  | 没有登陆                                                | 没有登陆 | 没有登陆 | 無                | 0        |
| 拉納          | 7月30日—8月3日     | 热带风暴     | 100 km/h     | 995               | 2.7     | 没有登陆                                                | 没有登陆 | 没有登陆 | 無                | 0        |
| 恩里克        | 8月3日—8月7日      | 热带风暴     | 100 km/h     | 994               | 2.205   | 没有登陆                                                | 没有登陆 | 没有登陆 | 無                | 0        |
| 費利西亞      | 8月3日—8月11日     | 四级飓风     | 230 km/h     | 935               | 19.5875 | 没有登陆                                                | 没有登陆 | 没有登陆 | 無                | 0        |
| 九E           | 8月9日—8月12日     | 热带低氣压   | 55 km/h      | 1006              | 0       | 没有登陆                                                | 没有登陆 | 没有登陆 | 無                | 0        |
| 馬卡          | 8月10日—8月12日    | 热带风暴     | 65 km/h      | 1008              | 1.175   | 没有登陆                                                | 没有登陆 | 没有登陆 | 無                | 0        |
| 吉列爾莫      | 8月12日—8月19日    | 三级飓风     | 205 km/h     | 954               | 12.2375 | 没有登陆                                                | 没有登陆 | 没有登陆 | 無                | 0        |
| 希爾達        | 8月22日—8月27日    | 热带风暴     | 100 km/h     | 995               | 3.5175  | 没有登陆                                                | 没有登陆 | 没有登陆 | 無                | 0        |
| 伊格納西奧    | 8月24日—8月27日    | 热带风暴     | 85 km/h      | 999               | 1.54    | 没有登陆                                                | 没有登陆 | 没有登陆 | 無                | 0        |
| 希梅納        | 8月28日—9月4日     | 四级飓风     | 250 km/h     | 931               | 24.0175 | 墨西哥南下加利福尼亞州科蒙都聖瑪格麗塔島                | 9月2日   | 165 km/h | 37.3              | 1 (2)    |
| 希梅納        | 8月28日—9月4日     | 四级飓风     | 250 km/h     | 931               | 24.0175 | 墨西哥南下加利福尼亞州科蒙都聖卡洛斯 (南下加利福尼亞州) | 9月2日   | 165 km/h | 37.3              | 1 (2)    |
| 希梅納        | 8月28日—9月4日     | 四级飓风     | 250 km/h     | 931               | 24.0175 | 墨西哥南下加利福尼亞州科蒙都聖胡安尼科                  | 9月2日   | 140 km/h | 37.3              | 1 (2)    |
| 希梅納        | 8月28日—9月4日     | 四级飓风     | 250 km/h     | 931               | 24.0175 | 墨西哥南下加利福尼亞州穆萊赫聖羅薩利亞                  | 9月4日   | 45 km/h  | 37.3              | 1 (2)    |
| 二C           | 8月28日—8月29日    | 热带低氣压   | 55 km/h      | 1007              | 0       | 没有登陆                                                | 没有登陆 | 没有登陆 | 無                | 0        |
| 凱文          | 8月29日—9月1日     | 热带风暴     | 85 km/h      | 1000              | 1.135   | 没有登陆                                                | 没有登陆 | 没有登陆 | 無                | 0        |
| 琳達          | 9月7日—9月11日     | 一级飓风     | 140 km/h     | 985               | 5.4425  | 没有登陆                                                | 没有登陆 | 没有登陆 | 無                | 0        |
| 馬蒂          | 9月16日—9月19日    | 热带风暴     | 75 km/h      | 1002              | 1.5725  | 没有登陆                                                | 没有登陆 | 没有登陆 | 無                | 0        |
| 諾拉          | 9月22日—9月25日    | 热带风暴     | 95 km/h      | 997               | 1.3425  | 没有登陆                                                | 没有登陆 | 没有登陆 | 無                | 0        |
| 奧拉夫        | 10月1日—10月3日    | 热带风暴     | 75 km/h      | 996               | 0.9325  | 没有登陆                                                | 没有登陆 | 没有登陆 | 無                | 0        |
| 帕特里夏      | 10月11日—10月14日  | 热带风暴     | 95 km/h      | 996               | 1.7675  | 没有登陆                                                | 没有登陆 | 没有登陆 | 無                | 0        |
| 里克          | 10月15日—10月21日  | 五级飓风     | 285 km/h     | 906               | 21.705  | 墨西哥錫那羅亞州馬薩特蘭                                | 10月21日 | 95 km/h  | 無                | 1        |
| 奈基          | 10月18日—10月28日  | 三级飓风     | 205 km/h     | 950               | 12.44   | 没有登陆                                                | 没有登陆 | 没有登陆 | 無                | 0        |
| 季节总结      |                    |              |              |                   |         |                                                         |          |          |                   |          |
| 23個 熱帶氣旋 | 6月18日 – 10月28日 |              | 285 km/h     | 906               | 127.25  | 5次登陆                                                 | 5次登陆  | 5次登陆  | 37.3              | 5 (4)    |

## 風暴命名
2009年於太平洋東北部形成的風暴將使用以下名稱，其清單與2003年颶風季一樣。另在中太平洋形成的風暴會使用另一組名稱。

### 東太平洋
| - Andres 02E - Blanca 03E - Carlos 04E - Dolores 05E - Enrique 07E - Felicia 08E - Guillermo 10E - Hilda 11E | - Ignacio 12E - Jimena 13E - Kevin 14E - Linda 15E - Marty 16E - Nora 17E - Olaf 18E - Patricia 19E | - Rick 20E - Sandra（未用） - Terry（未用） - Vivian（未用） - Waldo（未用） - Xina（未用） - York（未用） - Zelda（未用） |

### 中太平洋
中太平洋颶風的名字共有四組，與其他命名系統不同的是，由於該區風暴數量稀少，這些清單並非每年度作替換，而是當一組名稱用罊，才使用另一組名稱。現時使用中的名稱如下：
| - Lana 06E - Maka 01C - Neki 03C - Omeka（未用） - Pewa（未用） - Unala（未用） - Wali（未用） |

如有風暴名字退出，它們將會於2010年春季由世界氣象組織宣佈。

## 內部連結
- 2009年太平洋颱風季
- 2009年北印度洋氣旋季
- 2009年大西洋颶風季
- 2008－2009年西南印度洋熱帶氣旋季
- 2008－2009年澳洲地區熱帶氣旋季
- 2008－2009年南太平洋熱帶氣旋季
- 2009－2010年西南印度洋熱帶氣旋季
- 2009－2010年澳洲地區熱帶氣旋季
- 2009－2010年南太平洋熱帶氣旋季

| 01E | A  | B | C | D | L* | E    | F |
|     |    |   |   |   |    |      |   |
| 09E | M* | G | H | I | J  | 02C* | K |
|     |    |   |   |   |    |      |   |
| L   | M  | N | O | P | R  | N*   |   |

| 萨菲尔-辛普森飓风风力等级 |    |    |    |    |    |    |
| TD                        | TS | C1 | C2 | C3 | C4 | C5 |